# (10306) Pagnol
(10306) Pagnol est un astéroïde de la ceinture principale.

## Description
(10306) Pagnol est un astéroïde de la ceinture principale. Il fut découvert par Eric Walter Elst le 21 août 1990 à l'observatoire de Haute-Provence. Il présente une orbite caractérisée par un demi-grand axe de 3,03 UA, une excentricité de 0,203 et une inclinaison de 8,04° par rapport à l'écliptique.
Il fut nommé en hommage à Marcel Pagnol (1895-1974), écrivain français.

## Compléments